# Tadeusz Borowski
Tadeusz Borowski (12. listopadu 1922, Žytomyr – 3. července 1951, Varšava) byl polský básník, prozaik a publicista, vězeň nacistických koncentračních táborů.

## Život
Narodil se 12. listopadu 1922 v Žytomyru (dnes na Ukrajině). V mládí žil u své tety, protože jeho rodiče byli deportováni jako disidenti na Sibiř. Teprve v roce 1932 se jeho otec vrátil a rodina se přestěhovala do Varšavy. Po napadení Polska Německem v září 1939 bylo zakázáno jakékoliv vyšší vzdělání, a proto začal Borowski navštěvovat ilegální školy. Za těchto podmínek se mu podařilo v roce 1940 odmaturovat, počemž nastoupil ke studiu na tajné Varšavské univerzitě (obor Polský jazyk a literatura). Během studia pracoval jako noční hlídač ve skladu firmy Pędzich. Právě při této práci začal psát válečnou poezii a v roce 1942 vytiskl vlastním nákladem svou prvotinu Gdziekolwiek ziemia.
24. února 1943 byla zatčena Borowského snoubenka Marie Rundová a o den později i on samotný. Nejprve byl vězněn dva měsíce v proslulém vězení na Pawiaku ve Varšavě, odkud byl převezen transportem do koncentračního tábora Auschwitz-Birkenau v Osvětimi. V Auschwitz byl až do srpna roku 1944, kdy byl transportován do malého tábora Dautmergen (jedna z poboček koncentračního tábora Natzweiler) a odtud na začátku roku 1945 do Dachau, kde se již dočkal osvobození.
Až do září 1945 žil ve sběrném karanténním táboře v Mnichově. Po propuštění zůstal ještě několik měsíců v Mnichově, kde začal pracovat u Polského červeného kříže. Zde se snažil pátrat po své nezvěstné snoubence Marii a začal znovu psát.
Do Polska se Borowski vrátil až v červnu roku 1946. Tam se konečně setkal se svou snoubenkou Marií a oženil se s ní. Stal se asistentem na Varšavské univerzitě, působil jako šéfredaktor vlastního literárního měsíčníku Nurt a byl také redaktorem měsíčníku Świat Młodych. V letech 1949–1950 pracoval v Polském tiskovém středisku v Berlíně. 3. července 1951 zemřel na následky otravy výpary z plynových kamen (sebevražda). Je pochován na hřbitově 'Cmentarz Wojskowy na Powązkach' ve Varšavě.
V knize Czesława Miłosze Zotročený duch, která (mimo jiné) popisuje příklon některých polských spisovatelů ke stalinismu, vystupuje jako spisovatel s označením Beta.

## Dílo

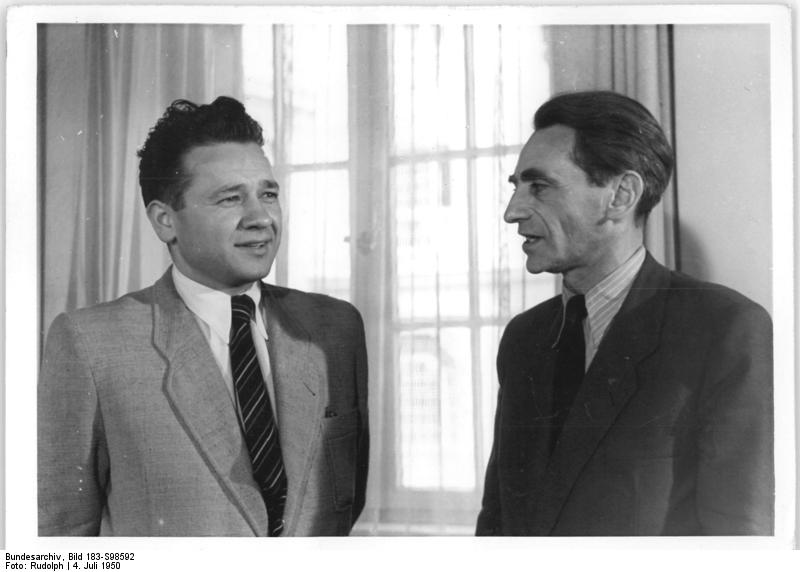
Tadeusz Borowski (vlevo)

Ještě předtím, než se po válce stal slavným díky kontroverzním povídkám z prostředí koncentračních táborů, vydal během okupace vlastním nákladem debutantskou sbírku básní Gdziekolwiek ziemia (1942). Sám opsal 165 exemplářů a označil je pořadovými čísly. Část výtisků rozdal přátelům a studentům polonistiky, zbytek tajně nabízeli knihkupci důvěryhodným zákazníkům.
V roce 1944, kdy už byl internován v Auschwitz, vyšla jeho druhá válečná sbírka poezie – Arkusz poetycki nr 2. Krátce po osvobození vydal v Mnichově sbírku básní Imiona nurtu (1945), v níž se odrazily jeho vězeňské zážitky.

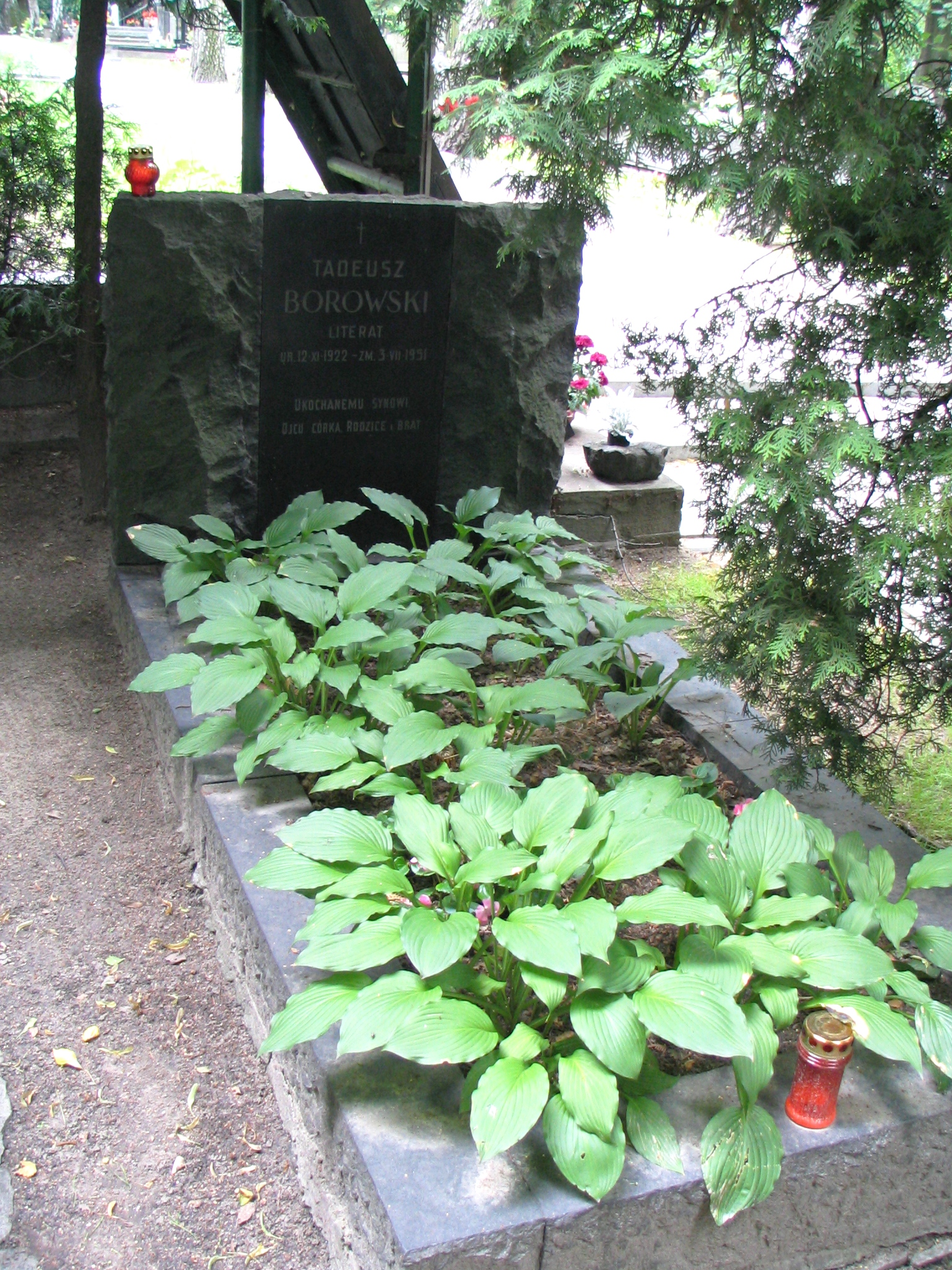
Hrob Tadeusze Borowského ve Varšavě

K psaní prózy, která jej později proslavila nejvíce, se rozhodl až po naléhání kamarádů, s nimiž zůstal do září 1945 v karanténním táboře nedaleko Mnichova. Připravili společnou publikaci o životě v Auschwitzu, jež nakonec vyšla v roce 1946 pod názvem Byliśmy w Oświęcimiu (Byli jsme v Osvětimi, 1946) – byl to soubor 15 autentických výpovědí lidí, kteří na vlastní kůži zažili hrůzy nacistických koncentračních táborů. Borowski sem umístil čtyři povídky – Dzień na Harmenzach (Den na Harmenzách), Proszę państwa do gazu (Račte, prosím, do plynu), U nas w Auschwitzu (U nás v Auschwitzu) a Ludzie, którzy szli (Lidé, kteří šli).
Povídková kniha Pożegnanie z Marią (Rozloučení s Marií), kterou vydal v Polsku krátce po válce v roce 1947, obsahovala dvě povídky ze sborníku Byli jsme v Osvětimi – Den na Harmenzách a Račte, prosím, do plynu a tři nové povídky – Rozloučení s Marií, Smrt povstalce a Bitva u Grunwaldu. Česky vyšla tato kniha až v roce 1987 a to značně rozšířená o další povídky, zejména o cyklus povídek Kamienny świat (Kamenný svět) a sbírku próz pro mládež Pewien žołnierz (O jednom vojákovi). Ve sbírce Kamenný svět se nachází i povídka Schillingerova smrt, která zpracovává stejnou událost jako Lustigova Modlitba pro Kateřinu Horoviczovou.
Povídky z knih Rozloučení s Marií (1947) a Kamenný svět (1948) se v 70. letech v Polsku staly součástí povinné školní četby.

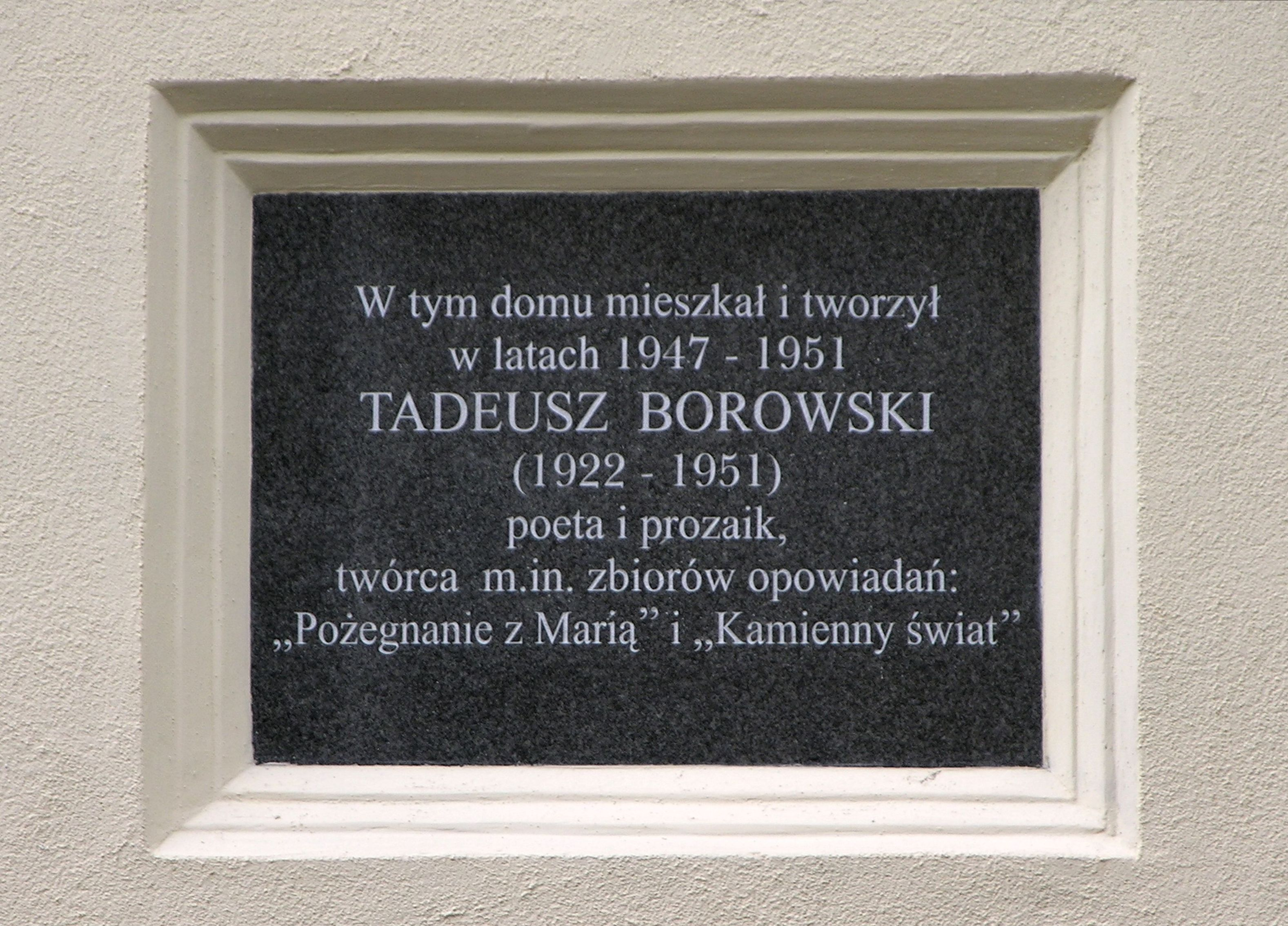
Pamětní deska na domě, v kterém žil (ulica Kaliska 17, Varšava)

Borowského povídky vzbudily v Polsku četné vášnivé diskuze – mnohým se příliš nelíbil drastický způsob popisu lágrové reality. Např. hlavní hrdina Tadek byl tzv. „człowiek zlagrowany“ – naprosto přizpůsobený životu v koncentračním táboře, žijící na úkor druhých. Borowski dal navíc Tadkovi mnoho svých rysů a uvedl jej do situací, které sám zažil. Čtenáři si jej pak ztotožňovali s autorem a odsuzovali ho. Záměrem spisovatele však bylo poukázat na fakt, že válka otřásla veškerými morálními hodnotami, považovanými za základ naší civilizace a kultury. Jako první v literatuře o koncentračních táborech se Borowski postavil proti dělení lidí na „dobré“ a „zlé“, na vrahy a oběti a zodpovědnými za některé krutosti učinil rovněž vězně.
- Sbírky básní:
  - Gdziekolwiek ziemia (1942)
  - Arkusz poetycki nr 2 (1944)
  - Imiona nurtu (1945)

- Sbírky povídek:
  - Byliśmy w Oświęcimiu (1946) společně s K.Olszewskim, J. Nel-Siedleckim
  - Pewien żołnierz. Opowieści szkolne (1947)
  - Kamienny świat (1947) (česky jako Kamenný svět, Naše vojsko 1966, přel. Helena Teigová)
  - Pożegnanie z Marią (1948) (česky jako Rozloučení s Marií, Odeon 1987, přel. Helena Stachová)
  - Opowiadania z ksiażek i gazet (1949)
  - Czerwony maj (1953)

- Fejetony:
  - Mała kronika wielkich spraw (1951)